# Jihomoravská lignitová pánev
Jihomoravská lignitová pánev je území o rozloze asi 320 km², kde se nacházejí ložiska méně kvalitního uhlí - lignitu, druhu hnědého uhlí Tato pánev je součástí geomorfologické oblasti Jihomoravská pánev. Pánev se dále dělí na kyjovský a dubňanský revír.

## Uhelné sloje
V oblasti jsou dvě souslojí: kyjovské a dubňanské. Obě souslojí mají mocnost až 4 m a nacházejí se v hloubce 0 až 260 m. Pravděpodobné pokračování dubňanských slojí se nachází na západním Slovensku, např. v okolí Gbel a Kút.

## Těžba
Těžba lignitu v pánvi byla zahájena v roce 1824. Od roku 1825 do roku 1994 bylo v celém revíru vytěženo 93 180 200 tun lignitu. Těžba probíhala hlubinným způsobem. 
Vyhláškou č. 1231/1949 Ů. 1. II. byl zřízen národní podnik Jihomoravské lignitové závody. O zřízení vydal ministr průmyslu zřizovací listinu z 18. listopadu 1949, č. j. 168.852/49-V-IV-l. Tento podnik, už pod názvem Jihomoravské lignitové doly spadal pod Oborové ředitelství „Uholné a lignitové bane" v Prievidzi. 
V roce 1973 se podnik skládal z rekonstruovaných dolů Josef v Dubňanech a 9. květen v Šardicích a dále z nově postavených dolů 1. máj v Dubňanech, Osvobození v Ratíškovicích, Obránců míru v Hovoranech a Dukla v Šardicích. Součástí podniku byla i úpravnická centra v Šardicích a Dubňanech.
V 90. letech 20. století byl postupně zlikvidován Důl Osvobození v Ratíškovicích, Důl Dukla v Šardicích a Důl 1. máj v Dubňanech. Na počátku 3. tisíciletí byl v provozu jediný činný důl - Důl Mír v Mikulčicích, který ročně vytěžil cca 460 000 tun uhlí.  Těžba uhlí v tomto dole a tím i v celé pánvi byla ukončena v prosinci 2009.